# Gheorghe Zgură
Gheorghe Zgură (n. 24 septembrie 1935, Făcăeni, Ialomița, România – d. 28 noiembrie 2008, București, România)  este un inginer român, profesor universitar la Universitatea Politehnica din București. A fost rector al Universității din 1990 până în 2000.

## Biografie
Gheorghe Zgură s-a născut la 24 septembrie 1935 în satul Făcăeni, județul Ialomița. După studii medii, a urmat Institutul Politehnic din București, luând diploma de inginer în 1960. A continuat studiile la Universitatea Politehnică Petru cel Mare din Sankt Petersburg, Rusia și a obținut titlul de doctor inginer în 19641.
Întors la București, Gheorghe Zgura a intrat în predare, la Facultatea de Tehnologia Construcțiilor de Mașini a Institutului Politehnic București unde a avansat la nivelul de profesor universitar. Universitatea de Nord din Baia Mare i-a acordat titlul de doctor honoris causa.
În același timp, și-a concentrat cercetările pe prelucrarea metalelor. După studii privind tehnologia de prelucrare a carcaselor, matrițelor și matrițelor. Ulterior, a adus contribuții esențiale în studiul deformării plastice la rece a metalelor și a metodelor de sudare, în special sudarea prin fuziune. Pentru cercetările sale, Gheorghe Zgura a primit Premiul Aurel Vlaicu de la Academia Română.
A fost rector al Universității din aprilie 1990 până în martie 2000. În calitate de rector, Gheorghe Zgura a acordat o mare importanță cooperării academice internaționale. Au fost încheiate numeroase acorduri cu universități din întreaga lume. În timp ce era rector, a fost planificată și începută construcția noului sediu și campus al Universității. A susținut solicitarea Asociației Studenților Creștini Ortodocși din România (ASCOR) de a construi o capelă pentru politehnicieni. Ca urmare a acestor eforturi, lângă rectorat a fost construită Biserica „Sfântul Grigore Palamas”.
Este membru fondator al Academiei de Științe Tehnice din Româna și membru al Academiei Americano-Române de Arte și Științe. De asemenea, este membru al Asociației de Sudură din România (ASR) și, în 2004, a primit de la Asociație medalia „Academicianul Corneliu Micloși”.
Gheorghe Zgura a murit în 26 noiembrie 2008 la București.

## Publicații
- Gheorghe Zgura Utilajul si tehnologia prelucrarii mecanice - Editura Didactica si Pedagógica, 1968
- Gheorghe Zgura, Constantin Ciocirdia, Tehnologia prelucrarii carcaselor - Editura:Tehnica, 1975
- Gheorghe Zgura, Utilajul și tehnologia prelucrării metalelor - Editura Didactica si Pedagógica, 1976
- Constantin Ciocardia, Gheorghe Zgura, Prelucrarea metalelor prin deformare la rece - Editura: Tehnica. 1977
- N. Atanasiu, Gheorghe Zgura, Gh. Peptea, Tehnologia prelucrării metalelor - Editura Didactica si Pedagógica, 1978
- V. R. Radulescu, Longin Ungurelu, Gheorghe Zgura, Probleme de tehnologia constructților de mașini - Editura Didactica si Pedagógica, 1979
- Gheorghe Zgura, Mihai Teodorescu, Tehnologia presării la rece - ditura Didactica si Pedagógica, 1980
- Gh. Peptea, Gheorghe Zgura, Utilajul și tehnologia lucrărilor mecanice - Editura Didactica si Pedagógica, 1982
- Mihai Teodorescu, Gheorghe Zgura, Elemente de proiectare a stantelor si matritelor - Editura Didactica si Pedagógica, 1983
- Gheorghe Zgura, Dumitru Raileanu, Tehnologia sodârii prin topire - Editura Didactica si Pedagogică, 1983
- Gheorghe Zgura, Utilajul si tehnologia lucrarilor mecanice - Editura Didactica si Pedagógica, 1985
- Mihai Teodorescu, Constantin Ciocardia, Gheorghe Zgura, Prelucrări prin deformare plastică la rece Volumul I, Bazele proceselor de prelucrare prin deformare plastică la rece -Editura Tehnica, 1987
- Nicolae Atanasiu, Gheorghe Zgura, Emil Ariesan, Utilajul și tehnologia lucrărilor mecanice - Editura Didactica si Pedagógica 1988